# 南方神社 (指宿市)
南方神社（みなみかたじんじゃ）は鹿児島県指宿市山川にある神社。諏訪大社の系列を汲む。

## 祭神
建御名方命と八坂刀売命他を祀る。

## 由緒
諏訪大明神として創建（年代不詳）。1873年（明治6年）、南方神社と改める。

## 祭祀
- 神舞（かんめ） - 指宿市指定民俗文化財[3]